# Colette Boccara
Colette Boccara (París, 1921-Mendoza, 2006) fue una arquitecta, artista y ceramista industrial. Integró un estudio de arquitectura con Amancio Williams, Delfina Gálvez, Jorge Butler y César Jannello. Fue fundadora de Colbo en Mendoza.

## Biografía

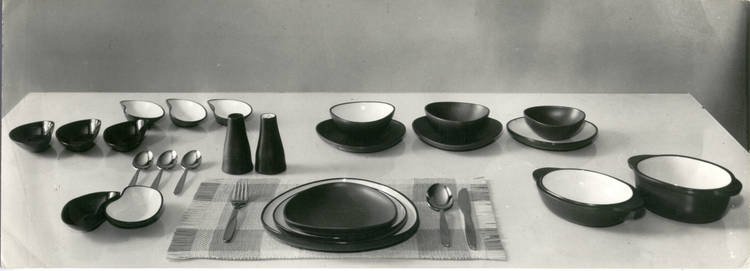
Vajilla Colbo, Colette Boccara

Colette Boccara nació en París. A causa de la designación de su padre como representante en Buenos Aires de la Editorial Librairie Hachette —organismo difusor de la cultura francesa — en 1931, a sus 10 años, se trasladó a la Argentina con su familia.
Completó sus estudios secundarios en el Liceo Francés de Buenos Aires siendo la inscrita número 5 del Bachillerato Científico. En 1938 ingresó en la Escuela de Arquitectura de la Facultad de Ciencias Exactas de la Universidad de Buenos Aires de la que se graduó como arquitecta en 1945. En su generación había solo seis mujeres. 
Con gran interés por las artes plásticas, cursó en simultáneo a la carrera de arquitectura algunas materias en la Escuela de Bellas Artes; fue una etapa que Boccara recordaba con orgullo, principalmente su paso por Escenografía junto a Adolfo Franco.
En 1940 comienza una relación sentimental con César Jannello con quien se casa una vez egresada en 1945. Ambos comienzan a trabajar en el estudio de Amancio Williams y Delfina Gálvez, con quienes mantenían un vínculo laboral anterior. Según relata la propia Colette Boccara, en 1943 —siendo aún estudiante— participó activamente en la realización de las maquetas del estudio para viviendas de Casa Amarilla en el Barrio Sur de la Boca en Buenos Aires; conjunto urbanístico que desarrollara Williams con Antonio Bonet, Hilario Zalba, Eduardo Sacriste, Ricardo Ribas y Horacio Caminos.
Su actividad en esta etapa de desarrollo y práctica profesional en Buenos Aires ha sido omitida por la historiografía de la arquitectura moderna argentina, la cual estuvo caracterizada por la exaltación de las figuras masculinas del período. No obstante se sabe que Colette Boccara fue coautora de proyectos como el Aeropuerto Internacional de Buenos Aires en 1945, o el Edificio Suspendido de Oficinas en 1946. Ambos con Amancio Williams, César Jannello, y Jorge Butler .
En 1948 la pareja se traslada a la ciudad de Mendoza y forman parte del grupo pionero del que más tarde —en 1958— surgiría el Departamento de Diseño y Decoración de la Escuela de Artes Plásticas, carrera pionera en Argentina y Latinoamérica. Durante los primeros años en Mendoza Boccara siguió dedicada al proyecto arquitectónico; en 1953 diseñó y construyó —conjuntamente con Jannello— su casa y taller en la calle Clark 470 la cual fue un referente y espacio de encuentro de la incipiente modernidad mendocina. La arquitecta estudió el oficio de la cerámica y en 1957 fundó «Gres cerámico Colbo» —apócope de su nombre Colette Boccara— una pequeña empresa artesanal que se convirtió en la primera fábrica de vajilla diseñada y producida en serie constituida por piezas de gres rojo extraído de la cordillera medocina.
En 1954 se lleva a cabo en Mendoza la Feria de América, un programa nacional donde representantes de la vanguardia y la industria confluyeron y cuya trascendencia e implicancias no han sido suficientemente recogidas por la historia de la arquitectura moderna. Esta fue la primera exposición industrial de carácter continental que se realizó en Argentina en la cual Colette Boccara y César Janello estuvieron activamente implicados, tanto en la planificación —junto a Gerardo Clusellas— como formando parte de la muestra con sus diseños y técnicas. 
En 1957, con 36 años, Colette Boccara se separa sentimentalmente de César Jannello, quien regresa a Buenos Aires. La arquitecta continuó viviendo en Mendoza, criando a sus tres hijos y dirigiendo la empresa Colbo hasta su cierre entrada la década de los 80. Su rol materno seguramente le supuso una dedicación adicional ya que Lucrecia, su hija mayor tenía una discapacidad desde su nacimiento. Boccara falleció en 2006 a los 85 años de edad.
Colette Boccara fue protagonista del panorama del diseño argentino y la modernidad en los años 40. Junto a César Jannello instalaron en la región el ideario moderno a través de su producción arquitectónica, industrial y artística como los diseños de las sillas K, Piola y W. Esta última ícono del diseño argentino ideada con hierros de obra de la Casa del Puente. Sus diseños y el knowhow de la vajilla Colbo han sido recuperados desde 2007 por Matías Jannello —hijo de Boccara— junto a Martín Endrizzi y Macarena Ponce, y son a día de hoy, un legado al patrimonio moderno argentino.

## Premios y reconocimientos
Fue una excelente estudiante que ganó numerosos premios durante el transcurso de sus estudios como lo demuestran las publicaciones de Revista de Arquitectura editadas por la Sociedad Central de Arquitectos y el Centro de Estudiantes de Arquitectura. Entre 1940 y 1944 Colette Boccara destacó como estudiante ganadora de los concursos anuales de arquitectura y composición decorativa; «Una ventana», primer premio, 1940; «Fundación para pintores becados», 1941; «Casa estudio de un artista», primer premio y «Un jardín de infantes», mención, ambos publicados en 1942; así como «Edificio para una casa de modas» en 1944.
Colbo recibió la Etiqueta Roja de Buen Diseño del CIDI (1967) y un reconocimiento en la sección “Industrias no convencionales” de la Feria UVEXPO (1971). En 2011, Colbo recibió el Sello de Buen Diseño Argentino y en 2012, el Gran Premio en la categoría Diseño y Empresa de la BID España.